# Paulo Souto
Paulo Ganem Souto (Caetité, 19 de noviembre de 1943) es un político brasileño, afiliado al Partido del Frente Liberal.

## Vida y obra
Estudio geología en la Universidad Federal de Bahía, consiguiendo el doctorado en la Universidad de São Paulo. En 1987 es nombrado superintendente del SUDENE además, ocupa diversos cargos en la administración estatal de Bahía durante los gobiernos de Antônio Carlos Magalhães. En 1991, es elegido vicegobernador en el nuevo mandato de Magalhães. En las elecciones de 1994 es elegido gobernador de Bahía. Permanecerá en el cargo hasta 1998, año en el que fue elegido miembro del Senado de Brasil. En 2002 volvió a presentarse a gobernador, enfrentándose a Jaques Wagner. Souto venció con el 52,8% frente al 38% de Wagner, una pequeña diferencia comparándola con los resultados habituales de los gobernadores elegidos en este estado. Intento ser reelegido en 2006, enfrentándose de nuevo a Wagner. Las encuestas le daban como vencedor en la primera vuelta, pero ya en las elecciones, Wagner venció sorprendentemente con el 52,89% de los votos, frente al 42,03 de Souto, que estaba apoyado por cinco partidos aparte del suyo (PP, PL, PAN, PHS, PTC). Fue de nuevo derrotado en 2010 aunque esta vez por un margen mucho más amplio, logrando tan sólo el 16,09% de los votos.